# Sundasalanx microps
Sundasalanx microps es una especie de peces de la familia Sundasalangidae en el orden de los Clupeiformes.

## Morfología
Los machos pueden llegar alcanzar los 2,3 cm de longitud total.

## Hábitat
Es un pez de agua dulce y de clima tropical.

## Distribución geográfica
Se encuentran en Borneo.